# Нелюбимый
«Нелюбимый» (яп. ラブレス рабурэсу, Loveless) — это аниме и сёнэн-ай-манга мангаки Юн Кога. На данный момент издательством Ichijinsha выпущено 12 томов, манга ещё продолжает выходить в ежемесячном журнале Comic Zero-Sum. Сюжетная линия развивается на фоне романтических гомосексуальных и лесбийских отношений между персонажами. В Loveless широко используется английский язык для имён и названий. В США манга была лицензирована издательством Tokyopop, а 2005 году — экранизирована в виде 12-серийного аниме.

## Сюжет
В целом, мир Loveless похож на реальный, кроме некоторых исключений: у детей есть кошачьи уши и хвост, которые они теряют вместе с девственностью.
В первый день в своей новой школе 12-летний мальчик (Рицука) встретил таинственного молодого человека по имени Соби. Он назвался хорошим другом старшего брата Рицуки, Сэймэя, обгоревший труп которого был найден два года назад. По слухам, старшего брата убила некая организация «Семь Лун», но Соби отказывается отвечать на все вопросы Рицуки. Рицука просит Соби разделить с ним «воспоминания», но в парке на них нападают двое молодых людей, которым известно что-то о «Семи Лунах».
В двенадцати сериях Loveless почти нет взрослых, а те, кто старше пятнадцати — явно не справившиеся с подростковыми проблемами люди, даже психолог Рицуки, а уж что говорить об учительнице, комплексующей по поводу своих «ушек». Что происходит с ребёнком, когда он начинает чувствовать изменения в себе? Почему все взрослые вдруг кажутся опасными, и никто не понимает тебя, даже собственные родители? За кружевами фантастических битв и паутиной ролевой игры скрыта давняя проблема подросткового возраста: кризис идентификации личности, привыкание к новому себе, осознание собственного взросления и смысла жизни, в какой-то степени.

### Пары
Во время магического поединка заклинаниями можно защищаться, атаковать или ограничивать свободу противника с помощью создания цепей и ошейников, причиняющих физическую боль. Существуют также и более изощрённые виды заклинаний, для создания которых используется магия слов. После решения  одной сторон на поединок идёт инициализация сцены поединка, искажающая окружающее пространство и время. Существует некий набор правил для честных поединков, но следовать им не обязательно и их нарушителей не преследует мгновенная кара.
Участвовать можно как в одиночку, так и парой. В паре разделяются роли на атакующего Бойца (англ. Fighter) и на Жертву (англ. Sacrifice), принимающего на себя все повреждения в бою. Одиночка является и Бойцом, и Жертвой одновременно. Наиболее сильной парой является пара из Бойца и Жертвы, имеющих на своём теле одинаковое имя. Пара с разными именами вдвое слабее и менее эффективна. Одиночка (auto) вчетверо слабее, поэтому в поединке одиночки участвуют только в крайних случаях.
Ничего не известно о появлении имён у новорождённых, но также существуют искусственно созданные люди с заранее определённым именем и физическими качествами. Наличие нескольких людей с одинаковым именем (таких как «Нули») позволяет создавать из них любые паросочетания.

## Список персонажей
Рицука Аояги (яп. 青柳 立夏 Аояги Рицука, «зеленеющая ива летом») — главный герой аниме и манги, 12-летний мальчик. Ещё при рождении Рицуке было дано имя Loveless («Нелюбимый»). После похорон брата остался жить с безумной матерью, которая постоянно избивала его. В детстве был веселым мальчиком, популярным в классе, но два года назад после потери памяти его характер сильно изменился. Рицука очень переживает из-за своей амнезии, поэтому посещает психолога и стремится оставить как можно больше воспоминаний о себе, постоянно фотографируясь с окружающими. Убеждённый гуманист, не желающий причинять физический вред окружающим. В паре с Соби является его Жертвой, принимающей на себя все повреждения в бою, поэтому по воле Соби не участвует в некоторых боях с парами «Зеро» (англ. Zero, ноль). Самой неприятной темой разговора для Рицуки является «любовь». Он избегает комплиментов и не хочет слышать такие фразы, как «Я тебя люблю» или «Ты мне нравишься», так как не верит в их правдивость и не понимает их истинного значения.
Сэйю: Дзюнко Минагава
Соби Агацума (яп. 我妻 草灯 Агацума Со:би) — 20-летний студент, без ушек и хвоста, который верит, что любовь без сексуальных отношений ненастоящая и неполная. Бывший студент академии для Бойцов «Семь лун»  (яп. 七声学園 Shichisei gokuen), где его лично тренировал директор Рицу Минами. Соби редкий «чистый» боец, то есть боец, не имеющий определенного имени. «Жертву» для Соби выбрал лично директор (Рицу Минами), им стал Аояги Сэймэй, который и вырезал своё имя («Beloved») на шее Соби. Вместе они были практически непобедимой парой. Соби является лучшим учеником «Семи Лун», поскольку имеет вольный стиль атаки, что делает его сильнее других Бойцов. По приказу Сэймэя стремится добиться доверия Рицуки. Позже понимает как сильно полюбил Рицуку. Из-за этого Кио считает его педофилом (также этому способствовала «находка» в доме Соби в виде мальчишек Нулей) Окружающие считают его мазохистом. Любой ценой защищает Рицуку и подчиняется ему, но по приказу Сэймэя отказывается рассказывать правду о «Семи Лунах» и прошлом Сэймэя. Готов убивать кого угодно, но по приказу Рицуки оставляет врагов в живых. В паре с Рицукой является Бойцом, причём непобедимым. В бою предпочитает использовать слабые места в заклинаниях соперников. Боится могил, поскольку в пятилетнем возрасте на похоронах его родителей Рицу сказал Соби ложиться к ним в могилу, из-за чего мальчик стал верить, что в могилы кладут живых. Боялся испортить лицо, поскольку учитель (Рицу Минами) утверждал, что держит его при себе только из-за схожести мальчика с матерью.
Сэйю: Кацуюки Кониси
Сэйрё Юкихару — молодой человек, имеющий сходство с погибшем братом Рицуки, но без ушей и хвоста. Появляется только в новелле Ephemeral Bonds, где встречает Рицуку в библиотеке и представляется истинным Бойцом.

### Семья и друзья
Юйко Хаватари (яп. 羽渡 唯子 Хаватари Юико) — одноклассница Рицуки, высокая, милая и симпатичная девушка. Несколько глуповата, но очень добра и наивна, поэтому подруги часто используют её в собственных целях. Именно по их указу она должна была познакомиться с новым учеником в классе Рицукой. Тот поначалу относился к Юико враждебно, но потом они стали настоящими друзьями. Как рассказывала сама Кога Юн, «она появилась, когда я задумалась какая девушка может сделать Рицуку счастливым?» Юйко отказалась встречаться со своим одноклассником Яёем, сказав, что не любит невысоких парней. Вскоре парень понял, что всё это не из-за роста, а простая отговорка. Со временем влюбилась в Рицуку и хочет добиться от него взаимности. С самого начала симпатизирует Соби, которого она считает другом Рицуки, не понимая их отношений.
Сэйю: Кана Уэда
Яёй Сиойри (яп. 塩入　弥生 Сиоири Яёи) — одноклассник Рицуки и друг Юико. Юноша с низкой самооценкой и невысоким социальным статусом. Влюблён в Юико и даже признается ей в своих чувствах, но та отвечает ему отказом, ссылаясь на низкий рост молодого человека. Ревнует Юико к Рицуке. Рицука считает Яёя другом Юико, поэтому добр к нему.
Сэйю: Дзюн Фукуяма
Кио Кайдо (яп. 海堂 貴緒 Каидо: Кио) — студент, лучший друг и однокурсник Соби, живущий с ним в одном доме. Переживает о судьбе Соби, хочет ему понравиться. Ревнует к его отношениям с Рицукой, недолюбливая зависимость Соби от семьи Аояги, но благодарен Рицуке за то, что тот вернул Соби волю к жизни. У Кио есть жена Сиэко и дочь Сикико, они появляются в 10 томе манги.
Сэйю: Кэн Такэути
Хитоми Синономэ (яп. 東雲瞳 Синономэ Хитоми) — молодая учительница Рицуки. Несмотря на свои двадцать три года, все ещё является обладательницей ушек. Синономе наивная и заботливая, легко смущается и часто плачет, но старается стать хорошим учителем и ценит свою профессию. Очень переживает из-за отношений Рицуки и его матери, но не знает, как им помочь. Не понимает связи между Соби и Рицукой, но, очевидно, испытывает к Соби какие-то чувства, вызывая у него только раздражение.
Сэйю: Мамико Ното
Сэймэй Аояги (яп. 青柳清明 Аояги Сэимэи) — старший брат Рицуки, погибший у него на глазах при странных обстоятельствах. Убийцы сожгли тело, так что труп с трудом удалось опознать. Рицука очень хочет найти убийц Сэймэя, а также узнать о его прошлом, из-за чего постоянно допрашивает Соби. Редкая «жертва», имеющая двух Бойцов: Акамэ Нисэй, носящий имя «Beloved» и Агацума Соби, «чистый» боец. Позже выясняется, что Сэймэй не умер, а подстроил видимость своей смерти, чтобы скрыться от «Семи Лун». До имитации убийства имел очень тёплые отношения с Рицукой и постоянно защищал его от избиений со стороны матери. Также только Рицуке позволял к себе прикасаться, хотя, как говорил Соби, «Сэймэй не терпит чужих прикосновений». Очень жесток по отношению к Соби, считает его «отбросом».
Сэйю: Кэн Нарита
Мисаки Аояги (яп. 青柳美咲 Аояги Мисаки) — мать Рицуки и Сэймэя. Нездорова психически, у неё иногда бывают галлюцинации. Считает, что Сэймэй не умер, а просто «ушёл». Очень жестока к Рицуке из-за того, что тот не может вспомнить прошлого, называет его чужим ребёнком и ждет возвращения «настоящего» Рицуки. В манге, после избиения сына постоянно винит себя в том, что бьёт Рицуку, но, как она сама выразилась, не может остановиться.
Сэйю: Вакана Ямадзаки
Кацуко (яп. 勝子 Кацуко) — психолог Рицуки. Симпатизирует ему, очень хочет помочь. Понимает, какие страдания испытывает Рицука из-за матери, но ничего не может поделать.
Сэйю: Эми Синохара.

### Академия «Семи лун»
Рицу Минами (яп. 南律 Минами Рицу) — загадочная личность. Директор специальной школы для Бойцов и бывший учитель Соби. Лично тренировал Соби и учил его подчинению. Считает, что идеальными отношения в паре являются отношения вида «хозяин»-«слуга». Рицу практически всегда невозмутим и хладнокровен.
Сэйю: Коясу Такэхито
Нана Саотомэ (яп. ナナ Нана) — появляется в 12 серии аниме. Именно она посылает Рицуке странное зашифрованное сообщение, которое он получил от боевой пары Sleepless. Рицука встречается с ней во время игры в MMORPG Wisdom Resurrection. Нана член Семи Лун, хотя конкретное поле деятельности ещё не ясно. Хорошо разбирается в компьютерах.
Сэйю: Ая Хисакава.
Нагиса Саган (яп. 目渚 Саган Нагиса) — молодая злобная девушка, занимается генетическими экспериментами. Именно она создала боевые пары «Нулей» (и мужскую, и женскую), которые не чувствуют боли. У Нагисы почти нет друзей, за исключением Наны, и большую часть времени она проводит в одиночестве. Сильно привязана к Рицу, старается ему понравиться, хотя громогласно заявляет, что терпеть его не может и желает ему мучительной смерти.
Сэйю: Санаэ Кобаяси.
«Нули» (яп. 零 Дзэро)  или «Зеро» — эксперимент Нагисы Саган, попытка создать непобедимую пару, члены которой не чувствуют боли. В результате были созданы две пары мужская и женская. Вместо общего имени у них фигурирует число «0», а наличие нескольких людей с одинаковым именем позволяет создавать из них любые паросочетания.
Нацуо (яп. 奈津生 Нацуо) и Ёдзи (яп. 瑤二 Ёдзи) — парни, вторая пара Нулей. Так как они в каком-то смысле являются детьми Нагисы, то носят её фамилию «Саган». Впервые появляются во втором томе манги. Нацуо Боец, юноша с волнистыми волосами, очень предан своей Жертве и немного ревнует его к Нагисе. Ёдзи ровесник Нацуо, легкомысленный и жестокий, склонен совершать страшные поступки (например убийство собаки в 6 серии аниме), впрочем, он по натуре не зол и не мстителен.
Сэйю: Нацуо Мицуки Сайга, Ёдзи Хироюки Ёсино
Коя Сакагами (яп. 坂上江夜 Сакагами Ко:я) и Ямато Накано (яп. 中野倭 Накано Ямато)  — девушки, первая пара «Нулей», хотя появляется в манге позднее Нацуо и Ёдзи. Коя и Ямато считали себя единственными существующими «Нулями». Так как они первая такая пара, созданная Нагисой, в них много «недочетов», из-за этого Нацуо и Ёджи называют их «старушками». Имя (цифра 0) написано у них на груди. Коя Сакагами Боец, холодная и всегда серьёзная, обычно не показывает своих чувств, болезненно привязана к своей Жертве, носит фальшивые ушки. Ямато, в противоположность Кое, веселая, жизнерадостная и общительная.
Сэйю: Коя Риэ Кугимия, Ямато Юми Какадзу
Breathless — молодая пара, которая обучалась в школе Минами Рицу. Посланы, чтобы доставить Рицуку в школу (именно с ними он встречается в первой серии аниме). Имя Breathless написано на руке у обоих. Ай Мёдзин (яп. 明神愛 Аи Мёудзин) Боец, а Мидори Араи (яп. 新井ミドリ Араи Мидори) Жертва.
Сэйю: Ай Ами Косимидзу, Мидори Такаги Мотоки
Sleepless — отправляются за Рицукой после неудачи Breathless. Ученики школы для Бойцов Минами Рицу. Кинка (яп. 金華 Кинка) Боец, Гинка (яп. 銀華 Гинка) Жертва. Их имена образованы от слов кин и гин, что значит «золото» и «серебро».
Сэйю: Кинка Хироки Такахаси, Гинка Юи Хориэ

### Члены «Семи Лун»
- Рицу Минами
- Аояги Сэймэй
- Нагиса Саган
- Нана Саотомэ
- Микадо Гомон
- Кайдо Тёма
- Кунуги

### Персонажи манги
Нисэй Акамэ (яп. 赤目二世 Акамэ Нисэи) — природный боец Сэймэя (Beloved), появляется в 5 томе манги. С непонятными целями следит за Рицукой с помощью подслушивающих устройств. Притворяется Сэймэем, чтобы войти в доверие к Мисаки Аояги, и уговаривает её избавиться от Рицуки: «Убей его и тогда я вернусь». Очень сильный Боец, по способностям равный Соби. Заносчивый, самодовольный, в битве не гнушается использовать самые грязные приёмы. Нисей и Соби возненавидели друг друга с первого взгляда.
Fearless — не очень сильная пара, которая сражается с Соби и Рицукой в 5 томе манги. Мэй Хотаруби (яп. 蛍火名 Мэи Хотаруби) Боец, совсем маленькая девочка, внешне похожая на мальчика, даже прячет под кепкой длинные волосы. Трогательно привязана к своей Жертве. Мимуро (яп. 三室 Мимуро) Жертва, флегматичный парень лет двадцати.
Накахира — молодой человек, впервые появляющийся в 6 томе манги. Имеет какое-то отношение к делам Сэймэя. Больше о нём практически ничего неизвестно.
Bloodless — пара, поставленная против Соби и Рицуки в 9 томе манги. Носят такое имя потому, что бескровно заканчивают битвы, одолевая противника не физически, а воздействуя на подсознание. Боец молодой человек по имени Юрио (яп. 百合男 Юрио), Жертва Ямамото Хидэо (яп. 山本英雄 Хидэо Ямамото). В битвах Юрио работает за двоих, а Жертва стоит в стороне. Ямамото ненавидит Юрио, так как вместо его настоящего бойца (девушки по имени Майко), по мнению Акамэ Нисэя недостаточно сильного, к нему приставили более способного «чистого» Юрио. Ямамото вырезал имя «Bloodless» на щеке Юрио.
Moonless — появляются в 10 томе манги. Жертва девушка по имени Микадо Гомон. Боец юноша Токино Фудзивара. Эта пара особенно сильна, когда на небе нет луны. Микадо 14 лет, и она состоит в «Семи Лунах». Раньше была очень дружна с Сэймэем, но он предал её.
Faceless — брат и сестра. Появляются в 11 томе манги. Носят имя Безликие потому, что никто не запоминает их лиц. Они видят истинное лицо любого человека. Хацуко Сигэмори жертва, старшая сестра Кэидзи Сигэмори боец.

## Манга
Манга с 2002 года выходит в манга-журнале Zero Sum (яп. ゼロサムコミックス), который принадлежит издательству Ichijinsha. Каждый месяц появляются новые главы манги, затем их объединяют и выпускают в виде танкобона. Отдельным томом выходят главы вместе с различными бонусами (открытки, дополнительные истории), такой танкобон называется Loveless limited edition (яп. LOVELESS （ラブレス） 限定版).
Лицензия манги в США с 2005 года принадлежит издательству Tokyopop, на английском языке вышли все 13 томов.
Лицензия манги в России принадлежит издательству Фабрика Комиксов, на русском языке выпущено 13 томов.

### Список томов
Том 1 (главы 0—4,2)
- ISBN 4-7580-5002-9 — 194 стр. Вышел: 1 июля 2002[4]
- ISBN 1-59816-221-7 — 200 стр. Вышел: 7 февраля 2006[5]
- ISBN 978-5-7525-2812-5 — 200 стр.

Том 2 (главы 1—6)
- ISBN 4-7580-5011-2 — 194 стр. Вышел: 26 декабря 2002 года[6]
- ISBN 1-59816-222-5 — 200 стр. Вышел: 13 июня 2006[5]
- ISBN 978-5-7525-2813-2 — 192 стр.

Том 3 (главы 1—8)
- ISBN 4-7580-5034-1 — 194 стр. Вышел: 25 июня 2003 года[7]
- ISBN 1-59816-223-3 — 200 стр. Вышел: 10 октября 2006[5]
- ISBN 978-5-7525-2814-9 — 192 стр.

Том 4 (главы 1—10)
- ISBN 4-7580-5077-5 — 194 стр. Вышел: 25 июня 2004 года[8]
- ISBN 978-1-59816-224-0 — 200 стр. Вышел: 13 февраля 2007[5]
- ISBN 978-5-7525-2815-6 — 192 стр.

Том 5 (главы 1—10)
- ISBN 4-7580-5120-8 — 194 стр. Вышел: 25 февраля 2005 года[9]
- ISBN 978-1-59816-225-7 — 192 стр. Вышел: 8 мая 2007[5]
- ISBN 978-5-7584-0200-9 — 192 стр.

Том 6 (главы 1—8)
- ISBN 4-7580-5198-4 — 194 стр. Вышел: 24 декабря 2005 года[10]
- ISBN 978-1-59816-864-8 — 200 стр. Вышел: 7 августа 2007[5]
- ISBN 978-5-7584-0201-6 — 192 стр.

Том 7 (главы 1—5.1)
- ISBN 4-7580-5254-9 — 194 стр. Вышел: 25 ноября 2006 года[11]
- ISBN 1-4278-0457-5 — 200 стр. Вышел: 13 ноября 2007[5]
- ISBN 978-5-7584-0202-3 — 192 стр.

Том 8 (главы 1—2)
- ISBN 4-7580-5329-4. Вышел: 25 февраля 2008 года[12]
- ISBN 1-4278-1302-7. Вышел: 1 сентября 2008[5]
- ISBN 978-5-7584-0203-0 — 176 стр.

Том 9 (главы 1—19)
- ISBN 4-7580-5457-6. Вышел: 25 ноября 2009 года[13]
- ISBN 978-1-4215-4324-6. Вышел: 11 сентября 2012[14]
- ISBN 978-5-7584-0204-7 — 176 стр.

Том 10 (главы 1—101.5)
- ISBN 4-7580-5599-8. Вышел: 25 мая 2011 года[15]
- ISBN 1-4215-4325-7. Вышел: 8 января 2013[16]
- ISBN 978-5-7584-0205-4 — 176 стр.

Том 11 (главы 102—110)
- ISBN 4-7580-5727-3. Вышел: 25 июля 2012[17]
- ISBN 1-4215-5381-3. Вышел: 11 июня 2013[18]
- ISBN 978-5-7584-0206-1 — 176 стр.

Том 12 (главы 102—110)
- ISBN 4-7580-5870-9. Вышел: 25 декабря 2013[19]
- ISBN 1-4215-7349-0. Вышел: 12 августа 2014[20]
- ISBN 978-5-7584-0207-8 — 176 стр.

Том 13 (главы 111—119)
- 4-7580-3204-1. Вышел: 25 июля 2017[21]
- ISBN 1-9747-0067-4. Вышел: 12 июня 2018[22]

## Аниме
12-серийное аниме было сделано на студии J.C.Staff и транслировалось в Японии с 6 апреля 2005 года по 29 июня 2005 года. В связи с тем, что на тот период вышло только 4 танкобона манги, аниме-версия охватывает только события 1-4 томов и содержит некоторые изменения в сюжете: в частности, сильно изменен финал.

## Музыка
- Открывающая композиция — Tsuki no Curse (яп. 月の呪縛 Цуки но Ка:су), исполнитель — Окина Рэйка, композитор — Юки Кадзиура.
- Закрывающие композиции:
  - в 1-11 сериях — Michiyuki (яп. みちゆき Митиюки), исполнитель — Хикита Каори, композитор — Юки Кадзиура.
  - в 12 серии — Tsuki no Curse.